# Schistidium subconfertum
Schistidium subconfertum är en bladmossart som beskrevs av Hironori Deguchi 1978 [1979. Schistidium subconfertum ingår i släktet blommossor, och familjen Grimmiaceae. Inga underarter finns listade i Catalogue of Life.